# Antonio Barezzi

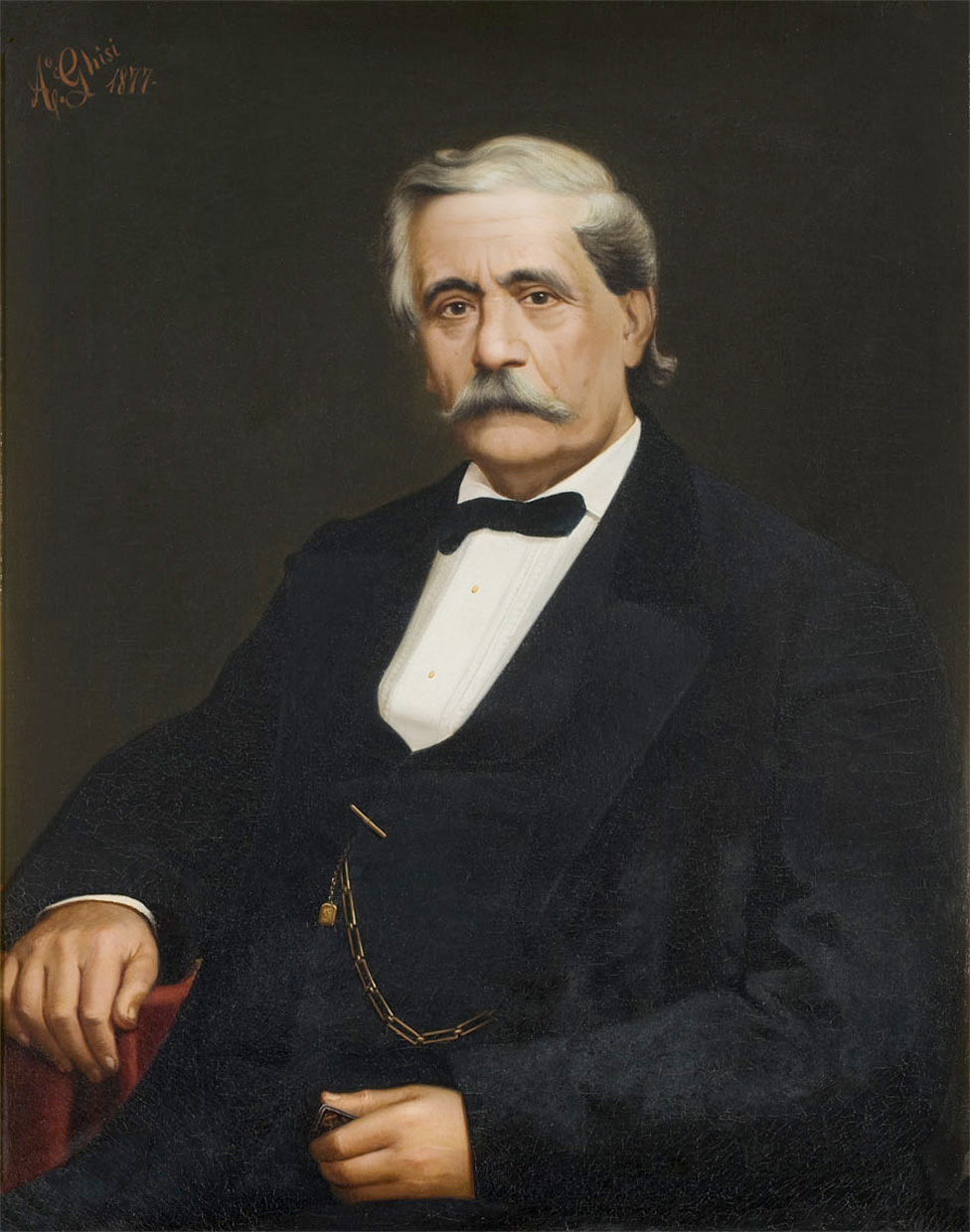
Antonio Barezzi auf einem Gemälde von A. Ghisi (1877)

Antonio Barezzi (* 23. Dezember 1787 in Busseto; † 21. Juli 1867 ebenda) war ein italienischer Kaufmann. Er war Entdecker, Mäzen und Schwiegervater des Komponisten Giuseppe Verdi.
Antonio Barezzi war der Inhaber einer größeren Lebensmittel- und Spirituosenhandlung in Busseto. Er förderte das musikalische und kulturelle Leben seiner Kleinstadt. Sein Haus wurde der Sitz des philharmonischen Orchesters von Busseto. Im Alter von zehn Jahren zeigte der junge Giuseppe Verdi dort dem heimischen Publikum seine Kunst. Als Mäzen förderte Barezzi den jungen Musiker nach Kräften und ermöglichte ihm den Besuch des Gymnasiums. Dank seiner Hilfe konnte Verdi 1832 nach Mailand ziehen, um seine musikalischen Studien zu vertiefen und zu vervollkommnen.
1836 heiratete Verdi Margherita Barezzi, die Tochter seines Förderers, die ihm die Tochter Virginia (1837–1838) und den Sohn Icilio (1838–1839) gebar. 1840 verstarb Verdis erste Ehefrau.
Antonio Barezzi starb 1867 im Alter von 79 Jahren in Busseto. Sein erhalten gebliebenes Haus dient seit 2001 als Museum. Ein örtliches Musikfestival trägt heute seinen Namen.